# Athens, Texas
Athens là một thành phố thuộc quận Henderson, tiểu bang Texas, Hoa Kỳ. Năm 2010, dân số của xã này là 12710 người.

## Dân số
- Dân số năm 2000: 11297 người.
- Dân số năm 2010: 12710 người.